# Dom handlowy w Łodzi (ul. Piotrkowska 114/116)
Dom handlowy – zabytkowy budynek znajdujący się w Łodzi pośrodku dziedzińca podwórek dwóch posesji 114 i 116 przy ulicy Piotrkowskiej.

## Historia
Neoklasyczny parterowy budynek został wybudowany w latach 1896–1899 na podstawie projektu wykonanego przez architekta, Franciszka Chełmińskiego. Powstał na zamówienie bałuckiego kupca, Jonasza Warszawskiego. Murowany budynek wzniesiono na planie prostokąta, bogato ozdobiono w kolumny z kapitelami, sztukaterie itp. Budynek posiada dwie kondygnacje: parter oraz rozległe piwnice pod całym budynkiem służące hali targowej jako lodownia. Okna są zdobione półkolistymi łukami. Budowla zwieńczona jest od góry rzymską attyką.
Budynek pełnił funkcję hali targowej. Mieściły się w nim sklepy, magazyn i fabryka wody sodowej. Po I wojnie światowej w budynku była drukarnia, składy w piwnicach oraz sala gimnastyczna. Podczas II wojny światowej Niemcy zdewastowali wnętrze budynku. W latach 1945–1946 funkcjonował w nim prowizoryczny dom modlitwy, a po pewnym czasie drukarnia.
Od 10 października 2003 znajdowała się w nim Galeria Atlas Sztuki, w której odbywały się wystawy sztuki współczesnej między innymi takich artystów jak Roman Opałka, David Lynch, Gerhard Jürgen Blum-Kwiatkowski oraz lokalnej grupy Łódź Kaliska. Ostatnią, osiemdziesiątą ósmą wystawą o tytule Odmowa / Refusal były prace Rafała Milacha.
Dostosowując budynek do wymagań galerii sztuki wybudowano nieukończone wcześniej wieże zegarowe. Zostały one umieszczone w połowie dłuższych boków budynku, nad wejściami. Planowano zamontowanie w nich stylizowanych, elektrycznych zegarów, co nigdy nie doszło do skutku. Wewnątrz przeprowadzono generalny remont, wymieniono okna oraz wybudowano antresolę w środkowej części budynku.
18 czerwca 2017 Galeria Atlas Sztuki zakończyła swoją działalność, a budynek od tego czasu jest do wynajęcia.

## Galeria

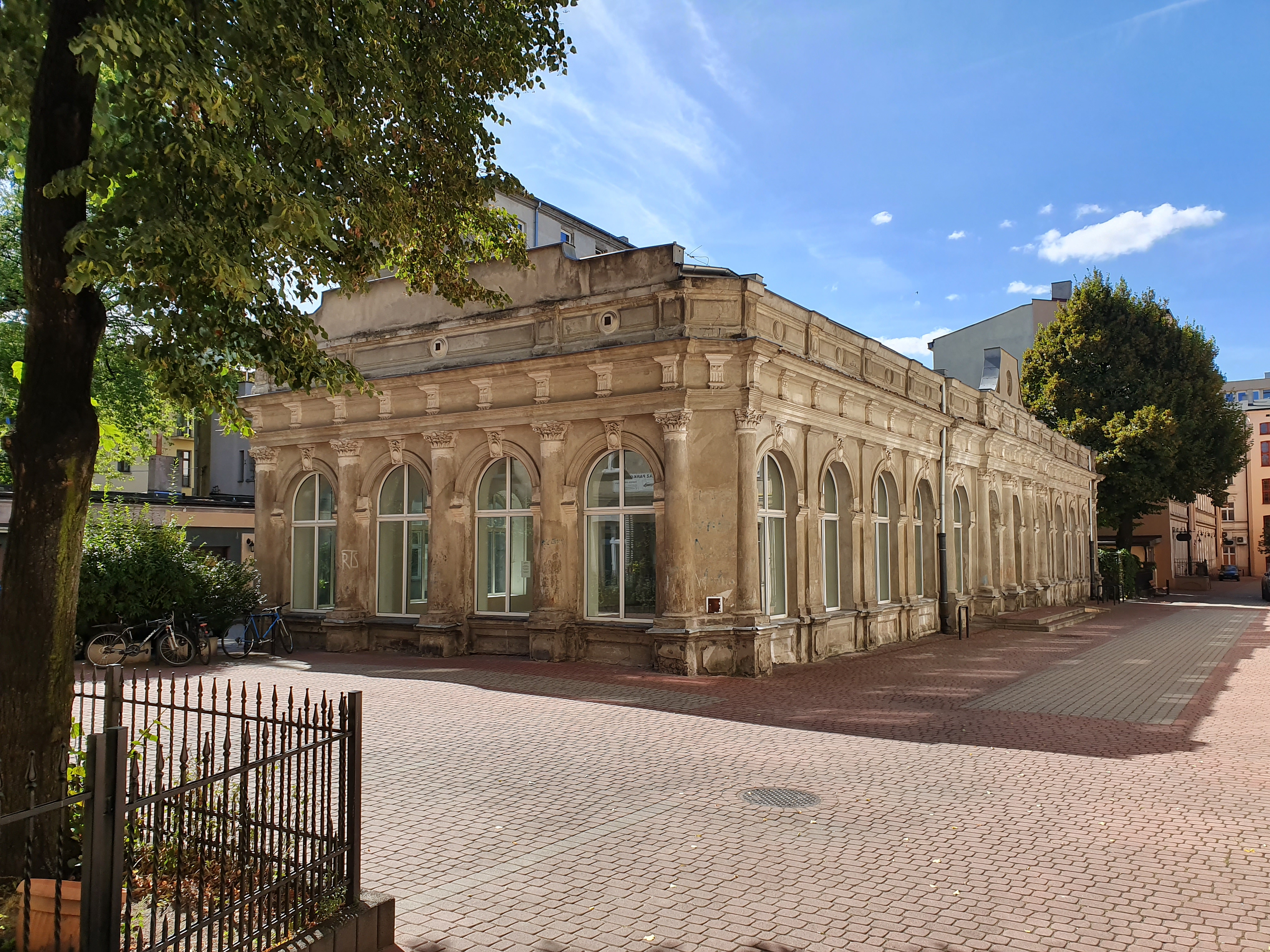
Elewacja północno-wschodnia w 2019 roku.
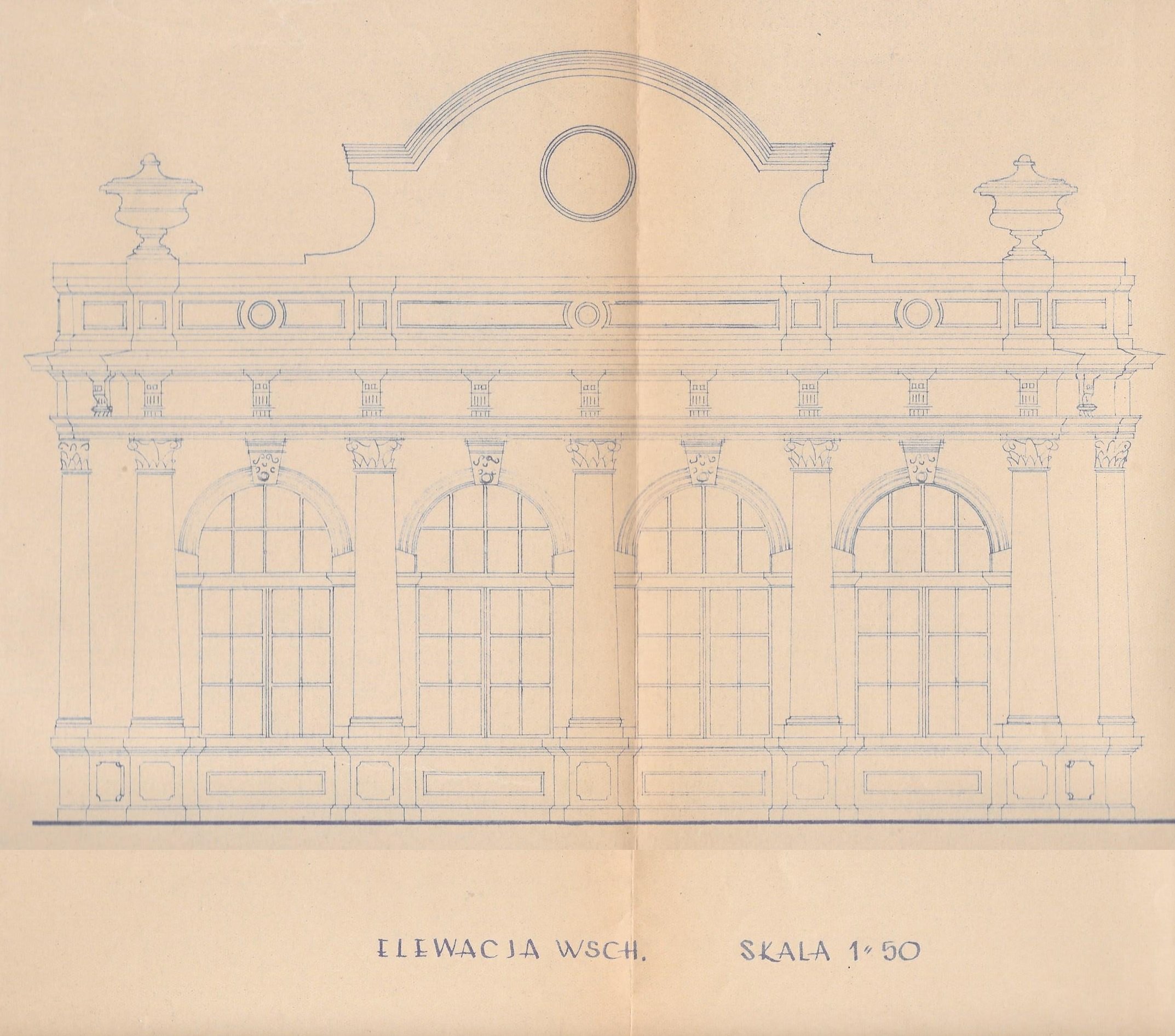
Rysunek elewacji wschodniej z roku 1967.
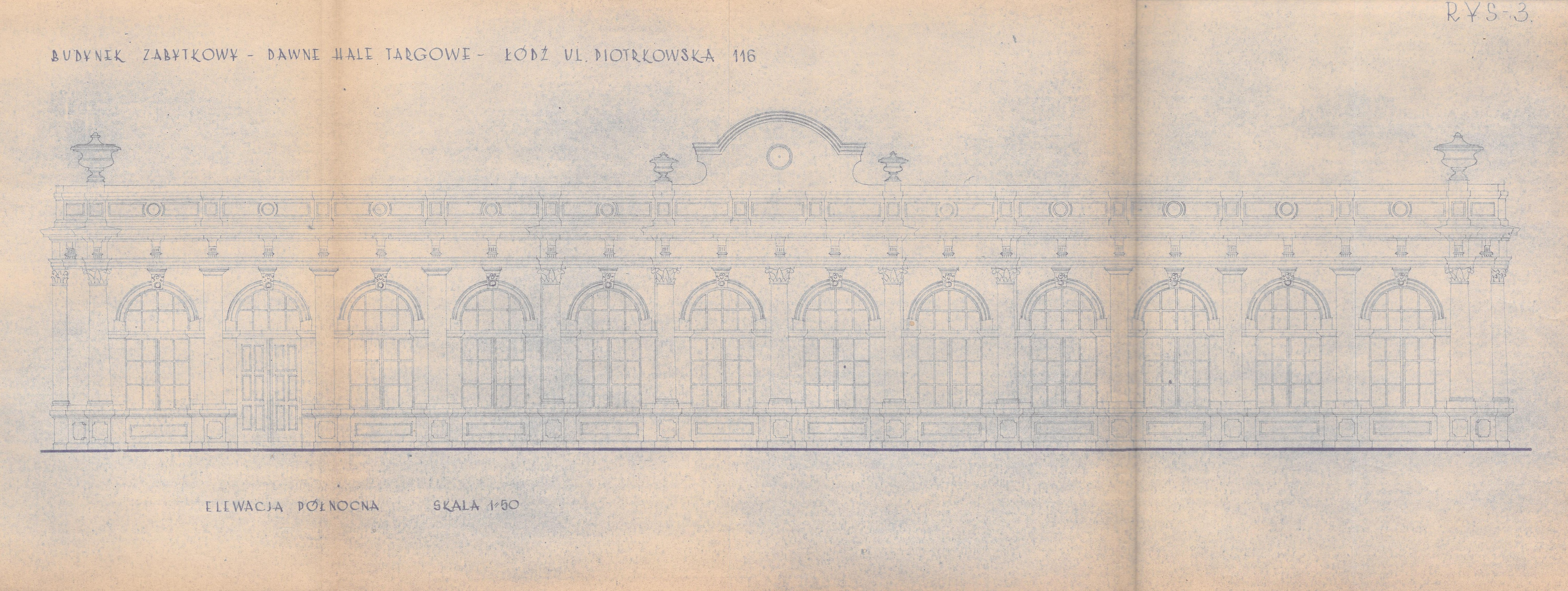
Rysunek elewacji północnej z roku 1967.